# Свинаренко, Сергей
Сергей Свинаренко (рум. Serghei Svinarenco, род. 18 сентября 1996, Тирасполь) — молдавский футболист, левый защитник «Сфынтул Георге».

## Биография
Сергей Свинаренко родился 18 сентября 1996 года в городе Тирасполь в Приднестровье.
Играл в футбол на позиции левого защитника.
В сезоне-2013/14 дебютировал в составе тираспольского «Шерифа-2» во втором эшелоне молдавского футбола дивизии «А», провёл 10 матчей.
В 2014 году перебрался в «Шериф», выступающий в Национальной дивизии, но за три сезона не смог закрепиться в основном составе, проведя соответственно 2, 15 и 4 матча. В первом сезоне завоевал бронзовую медаль чемпионата Молдавии, в двух других — золотые, по два раза выигрывал Кубок и Суперкубок Молдавии.
В 2017 году провёл 6 матчей в чемпионате страны за «Петрокуб» из Хынчешты, в 2018 года — 3 матча за «Зарю» из Бельцев. По ходу сезона-2018 перебрался в «Сфынтул Георге», где сыграл ещё в 5 поединках. В сезоне-2019 закрепился в составе и провёл 24 матча, завоевав серебряную медаль. В сезоне-2020/21 провёл 20 матчей, забив 1 мяч и став обладателем Кубка и Суперкубка Молдавии. 8 июля 2021 года в составе Сфынтул Георге дебютировал в еврокубках, поучаствовав в матче первого квалификационного раунда Лиги конференций против албанского «Партизани» (2:5).

## Достижения

### Командные
Шериф
- Чемпион Молдавии (2): 2016, 2017
- Бронзовый призёр чемпионата Молдавии (1): 2015
- Обладатель Кубка Молдавии (2): 2015, 2017
- Обладатель Суперкубка Молдавии (2): 2015, 2016

 Сфынтул Георге
- Серебряный призёр чемпионата Молдавии (1): 2019
- Обладатель Суперкубка Молдавии (1): 2021